# Larry Sanger
Lawrence Mark "Larry" Sanger (Bellevue, Washington állam, USA, 1968. július 16.–) több enciklopédia létrehozására irányuló projekt vezetője, illetve közreműködője. Egykor a Nupédia főszerkesztője, később a Wikipédia egyik társalapítója és fő szervezője, majd a Citizendium alapítója és főszerkesztője.

## Életrajz
Washington állam Bellevue nevű városában született, és az alaszkai Anchorage-ben nevelkedett. Filozófiai diplomáját a Reed College-ban szerezte 1991-ben, 2000-ben pedig az Ohiói Állami Egyetemen kapott PhD fokozatot szintén filozófiából.
2001-ben hozta létre a Wikipédiát Jimmy Walesszel közösen, de egy évre rá kilépett a projektből, belviszályok és kiábrándultság miatt. Később többször is kritikusan viszonyult a Wikipédiához és a közösségi médiákhoz.
Szintén részt vett a szakértők által szerkesztett Encyclopedia of Earth korai stratégiájának kialakításában, ám ottani közreműködését felfüggesztette, miután 2006. szeptember 15-én bejelentette a Citizendium elindulását, amely 2007. március 25-én lett elérhető a nyilvánosság számára. A projekt azonban nem hozta a várt sikert, Sanger pedig 2007-től fokozatosan kihátrált a Citizendium főszerkesztői pozíciójából, amiről végül 2010-ben mondott le.
2019-ben a közösségi oldalak bojkottjára szólított fel, mert azok szerinte visszaélnek a tagok személyes adataival.  2021 júliusában arról beszélt egy interjúban, hogy a Wikipédiát fenntartással kell kezelni, mert az ott lévő tartalmakat bárki átírhatja, világnézetei alapján változtatva a tényeken, majd ugyanezen év októberében egy másik interjúban már egyenesen úgy fogalmazott, hogy szerinte a portál a „baloldali propagandának” ad teret, miközben „cenzúrázza a jobboldali tartalmakat”.

## Fordítás
Ez a szócikk részben vagy egészben  a   Larry Sanger című angol Wikipédia-szócikk fordításán alapul.  Az eredeti cikk szerkesztőit annak laptörténete sorolja fel. Ez a jelzés csupán a megfogalmazás eredetét és a szerzői jogokat jelzi, nem szolgál a cikkben szereplő információk forrásmegjelöléseként.